# Джана (метеостанция)
Джана — упразднённая метеостанция (тип населённого пункта) в Тугуро-Чумиканском районе Хабаровского края России. Исключена из учётных данных в 2024 году. Находится на межселенной территории.

## География
Находится у р. Джана (приток р. Уды в её истоке), примерно в 50 км от Удской губы Охотского моря.
Климат
Находится в районе, приравненный к Крайнему Северу.

## Население
| 1926 | 2002 | 2010 | 2011 | 2012 | 2014 | 2015 | 2016 | 2017 | 2018 | 2019 | 2020 |
| ---- | ---- | ---- | ---- | ---- | ---- | ---- | ---- | ---- | ---- | ---- | ---- |
| 38   | ↘4   | ↗5   | →5   | →5   | →5   | ↘2   | →2   | →2   | ↘1   | ↗2   | →2   |
| 2021 |      |      |      |      |      |      |      |      |      |      |      |
| ↘0   |      |      |      |      |      |      |      |      |      |      |      |

## Инфраструктура
Действует гидрометеорологическая станция.

## Транспорт
Находится в одной из самой отдаленной и труднодоступной местностей Хабаровского края.